# Félix Appert
Félix Antoine Appert (Saint-Remy-sur-Bussy, 12 juni 1817 - Parijs, 18 april 1891) was een Frans diplomaat en militair ten tijde van het Tweede Franse Keizerrijk en de Derde Franse Republiek.

## Biografie
In het Franse leger wist Appert zich voor het eerst te onderscheiden in de Slag bij Isly in 1844, toen hij streed aan de zijde van generaal Thomas-Robert Bugeaud. In 1853 werd hij vervolgens attaché bij generaal Jacques Randon. Tijdens de Krimoorlog streed hij aan de zijde van maarschalk Aimable Pélissier. Op 12 maart 1862 werd Appert bevorderd tot kolonel, om op 14 juli 1870, tijdens de Frans-Duitse Oorlog te worden benoemd tot generaal.
Na zijn tijd in het leger werd Appert in 1882 de Franse ambassadeur in het Keizerrijk Rusland, wat hij zou blijven tot 1884.